# Grizzlys Wolfsburg
Die Grizzlys Wolfsburg, bis Juli 2015 Grizzly Adams Wolfsburg, sind eine deutsche Eishockeymannschaft aus Wolfsburg, die seit der Saison 2007/08 in der Deutschen Eishockey Liga spielt. Der Stammverein EHC Grizzly Adams Wolfsburg 1992 e. V. entstand 1992 aus einem Fanclub, übernahm 1995 nach der Insolvenz des EC Wolfsburg e. V. den Spielbetrieb und ist noch heute für den Betrieb der Nachwuchs- und Amateurmannschaften zuständig. 2004 wurde die Profimannschaft vom Stammverein in die EHC Wolfsburg Grizzly Adams GmbH ausgegliedert.
Die Grizzlys tragen ihre Heimspiele in der 2006 eröffneten Eis Arena Wolfsburg aus; ihre Vereinsfarben sind orange und schwarz. Die bisher größten Erfolge feierte der Club im Jahr 2009 mit dem Gewinn des Deutschen Eishockey-Pokals und 2011 mit dem Einzug in das Play-off-Finale, nachdem die Hauptrunde als Erster abgeschlossen worden war. 2016, 2017 und 2021 gelang ebenfalls der Einzug in die Finalserie. Zwischen 2010 und 2017 standen die Wolfsburger nur einmal nicht im Halbfinale, da man 2012 die Viertelfinalserie mit 0:4 gegen die Straubing Tigers verlor. 

## Geschichte

### Die Anfänge im SEC Wolfsburg und TV Jahn Wolfsburg (1964 bis 1986)
| Saison  | Liga | Platz |
| ------- | ---- | ----- |
| 1978/79 | RL   | 7.    |
| 1979/80 | RL   |       |
| 1980/81 | RL   | 2.↑   |
| 1981/82 | OL   | 7.    |
| 1983/84 | OL   | 5.    |
| 1984/85 | OL   | 6.    |
| 1985/86 | OL   | 11.   |

↑ ↓ in der Auf-/Abstiegsrunde

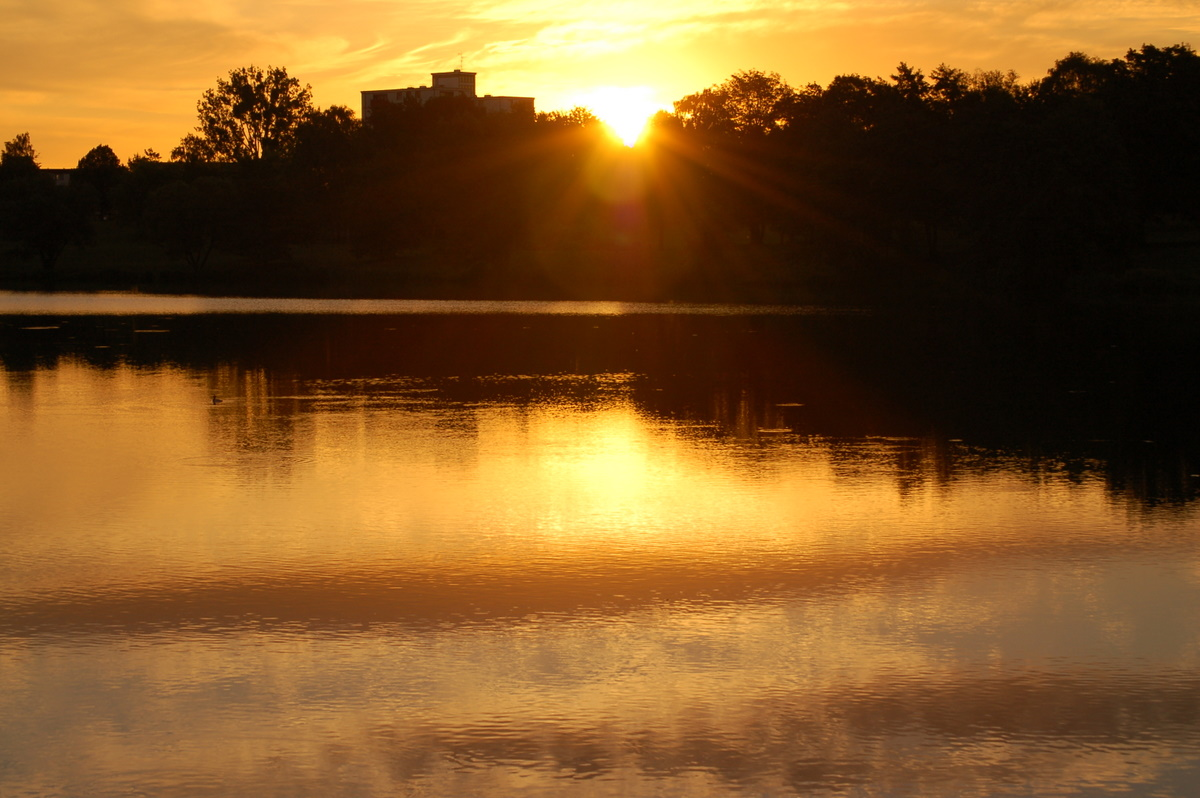
Der Schillerteich, Geburtsstätte des Wolfsburger Eishockeys

Bereits in den 1960er Jahren war der Eissport in Wolfsburg populär geworden. Ein erster Schritt zum organisierten Spiel erfolgte am 25. Oktober 1964, als sich die Hobbyspieler dem Skiclub Wolfsburg anschlossen und dieser sich fortan SEC (Ski- und Eissport-Club) Wolfsburg nannte. Vom bisher genutzten Schillerteich im gleichnamigen Stadtteil ging es nun in die Bezirkssportanlage Porschestadion, bei der der ursprünglich zum Faustball genutzte Platz im Winter als Spielfläche diente. Da trotz dieser Anlage jedoch kein regelmäßiger Spielbetrieb möglich war, meldete 1967 der SEC ein Team in der Landesliga an, bei der im benachbarten Hannover im Eisstadion am Pferdeturm eine Heimspielstätte gefunden wurde.
Nach dem Anschluss an den TV Jahn Wolfsburg im Jahr 1971 wurden die Punktspiele in der Eishalle von Altenau ausgetragen und es konnten erste Erfolge verzeichnet werden. Neben dem Aufstieg in die Regionalliga gelang 1981 der Sprung in die Oberliga, doch ein eigenes Stadion war dem Verein immer noch verwehrt. Durch die fehlenden Einnahmen aus den Heimspielen und den eigenen Reisekosten folgte 1982 der Konkurs des TV Jahn, es kam jedoch zur sofortigen Neugründung.
Am 11. November 1983 wurde der damalige Eispalast der Stadt Wolfsburg übergeben und am 13. November 1983 bestritten die so genannten „Roten Teufel“ vom TV Jahn Wolfsburg das erste Spiel in der Oberliga gegen den SC Solingen. Im Jahre 1986 trennte sich die Sparte Eishockey vom TV Jahn Wolfsburg.

### Neugründung des ESC Wolfsburg (1986 bis 1994)
| Saison  | Liga  | Platz |
| ------- | ----- | ----- |
| 1986/87 | OL    | 3. ↑  |
| 1987/88 | 2. BL | 6.    |
| 1988/89 | 2. BL | 4.    |
| 1989/90 | 2. BL | 4.    |
| 1990/91 | 2. BL | 7.    |
| 1991/92 | 2. BL | 6. ↓  |
| 1992/93 | OL    | 4. ↓  |
| 1993/94 | RL    | 1. ↑  |

↑ ↓ in der Auf-/Abstiegsrunde
Mit dem Abstieg in die Regionalliga wurde 1986 der ESC Wolfsburg als eigenständiger Eishockey-Verein mit der HNO-Ärztin Sibylle Hartebrodt (gest. 2003) als Vorsitzende gegründet. Der ESC wurde jedoch wieder in die Oberliga aufgenommen, weil mit Henryk Pytel und Stanislaw Klocek zwei Top-Spieler verpflichtet wurden und sich infolgedessen die Vereine der Regionalliga weigerten, gegen die vermeintlich zu starken Wolfsburger anzutreten. Nach einem dritten Platz nach der Vorrunde stiegen die Wolfsburger 1987/88 in die zweite Bundesliga auf und hatten mit Wolfgang Heitmann einen Mäzen, der später den Aufschwung des VfL Wolfsburg mitbegründete.
Die Saison endete nach der Vorrunde auf einem sechsten Platz, der Abstieg konnte jedoch durch 15 Siege in 20 Spielen und einem daraus resultierenden ersten Platz in der Qualifikationsrunde zur 2. Liga Nord vermieden werden. Trotz des mittelmäßigen Abschneidens standen mit Mark Kosturik auf Platz eins mit 111 Punkten und John Markell auf Platz drei zwei Stürmer des ESC an der Spitze der Scorerwertung. Das zweite Jahr in der 2. Bundesliga konnte ebenso wie die darauf folgende Saison 1989/90 mit einem vierten Platz nach der Vorrunde abgeschlossen werden. Nach einem siebten Platz in der Vorrunde musste der ESC Wolfsburg in der Spielzeit 1990/91 wieder den Gang in die Qualifikationsrunde Nord antreten, konnte dort allerdings das Saisonende mit den Klassenerhalt abschließen.
Anders in der darauf folgenden Saison, bei der die Mannschaft aufgrund eines sechsten Platzes in der so genannten „Unteren Zwischenrunde“ antreten musste und nach einem siebten Platz gemeinsam mit dem Grefrather EC und dem EV Ravensburg in die Oberliga abstieg. Dort wurde sowohl nach der Vorrunde als auch der Meisterrunde der Oberliga Nord ein vierter Platz erreicht. Aufgrund einer Strukturänderung der Ligen nahm der ESC in der Saison 1993/94 in der Regionalliga teil und schloss die Saison als Vorrundenmeister ohne Niederlage in 26 Spielen ab.

#### Parallele Gründung der späteren Grizzly Adams

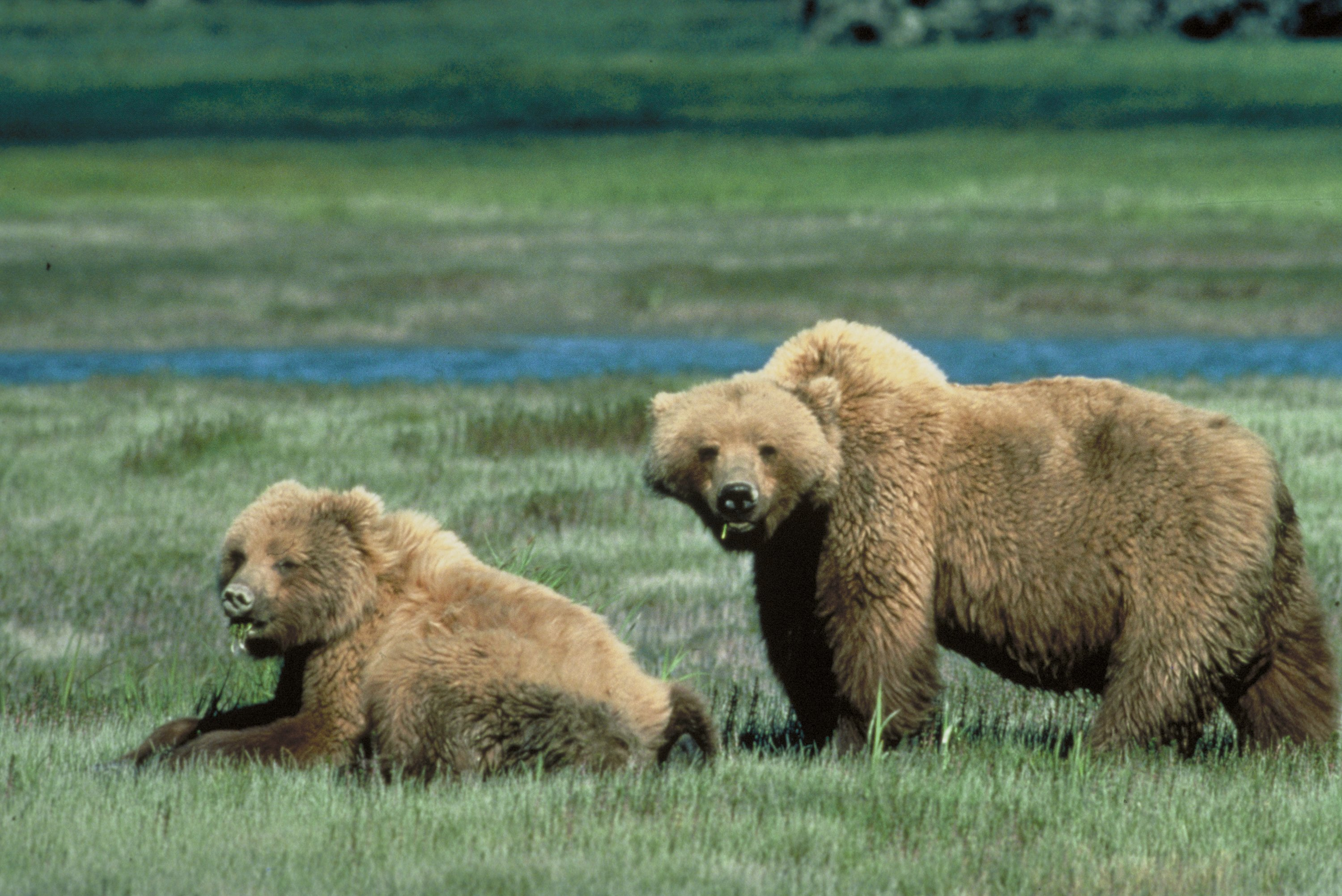
Der Grizzlybär, Namensgeber der Wolfsburger

1986 benannte sich der damals zahlenmäßig größte Fanclub „Rote Teufel“ in „Grizzly Adams“ um. Anfang der 1990er Jahre meldete der Fanclub ein eigenes Hobby-Eishockeyteam an, und es entstand der EHC Grizzly Adams e. V. Als der EC Wolfsburg Mitte der 1990er Jahre vor dem finanziellen Aus stand, übernahm der EHC Grizzly Adams zunächst die Nachwuchsabteilung des EC Wolfsburg und dieser ging später komplett in EHC Grizzly Adams auf.
Der Name geht auf James Capen Adams zurück, der in der Fernsehserie Der Mann in den Bergen von Dan Haggerty verkörpert wurde. Adams wird dort als Mann in der nordamerikanischen Wildnis dargestellt, der sich mit einem jungen Grizzlybären, genannt „Ben“, anfreundet und deswegen den Spitznamen „Grizzly“ Adams erhält. Das Mannschaftsmaskottchen der Grizzlys Wolfsburg ist somit ein Grizzlybär und heißt dementsprechend Ben.

### Konkurs und Wiederneugründung (1994 bis 1998)
| Saison  | Liga    | Platz |
| ------- | ------- | ----- |
| 1994/95 | 1. Liga | 4.    |
| 1995/96 | 1. Liga | 12.   |
| 1996/97 | RL      | 3.    |
| 1997/98 | RL      | 4.    |

Trotz der erfolgreichen Saison 1993/94 folgte am Saisonende der Konkurs des ESC Wolfsburg. Mit den früheren Funktionären Michael Musfeldt und Dieter Reim wurde durch eine Lizenzübertragung mit dem EC Duisburg der „EC Wolfsburg“ gegründet, welcher in der 1. Liga Nord an den Start ging. Die Hauptrunde wurde – genauso wie die anschließende Meisterrunde – mit einem vierten Platz abgeschlossen. An diese Leistungen wurde in der Folgesaison nicht angeknüpft und die Mannschaft konnte mit einem zwölften Platz nach der Hauptrunde nicht in die Meisterrunde einziehen. Nach dieser Spielzeit musste der erst zwei Jahre alte EC Wolfsburg den Spielbetrieb erneut einstellen.
Der Neuanfang wurde mit der Gründung des EHC Wolfsburg geschaffen, welcher zur Saison 1996/97 in der Regionalliga Nord antreten durfte. Einem dritten Platz nach der Vorrunde folgte ebenfalls Rang drei in der Endrunde. Die Saison 1997/98 schloss die Mannschaft als Vierter ab, die darauf folgende Aufstiegsrunde zur Oberliga wurde gleichsam mit dem vierten Platz beendet.

### Auf- und Abstiege (1998 bis 2007)
Aufgrund der guten Leistungen im Landesverband der letzten sechs Jahre nahm der neu gegründete EHC Wolfsburg – mit dem Beinamen Grizzly Adams – in der Saison 1998/99 zum ersten Mal am Spielbetrieb des Deutschen Eishockey-Bundes teil. Die Mannschaft spielte in der 1. Liga Nord, der auch die Mannschaften aus Braunschweig, Adendorf und Timmendorfer Strand angehörten. Unter dem Trainer Stefan Mikes wurde am Ende der Spielzeit nach einem neunten Platz der Vorrunde die Relegationsrunde gewonnen und somit der Klassenerhalt erreicht.
| Saison  | Liga    | Platz |
| ------- | ------- | ----- |
| 1998/99 | 1. Liga | 9.    |
| 1999/00 | OL      | 5.    |
| 2000/01 | OL      | 1. ↑  |
| 2001/02 | 2. BL   | 6.    |
| 2002/03 | 2. BL   | 7.    |
| 2003/04 | 2. BL   | 1. ↑  |
| 2004/05 | DEL     | 13. ↓ |
| 2005/06 | 2. BL   | 8.    |
| 2006/07 | 2. BL   | 2. ↑  |

↑ ↓ in der Auf-/Abstiegsrunde
In der darauf folgenden Saison 1999/2000 spielte der EHC Wolfsburg in der mittlerweile umbenannten Oberliga Nord gegen Mannschaften aus Duisburg, Bremerhaven und Ratingen, welche das Geschehen dominierten. Am Ende der Doppelrunde belegten die Grizzly Adams den fünften Tabellenplatz, mussten sich allerdings in den Aufstiegs-Play-offs zur 2. Bundesliga 2000/01 im Halbfinale dem Südvertreter EV Landshut mit 2:1 Spielen geschlagen geben.
Zur Saison 2000/01 konnten die Grizzly Adams mit den Stürmern Arpad Györi und Karol Rusznyák – beide vom HC Dukla Trenčín – zwei Leistungsträger verpflichten. Mit den ligaweit meisten erzielten Toren, den wenigsten Gegentoren und im heimischen Eispalast ohne Punktverlust stand am Ende der Vorrunde Platz eins für die VW-Städter zu Buche. In der Finalrunde konnte gegen den ETC Crimmitschau der Aufstieg in die 2. Bundesliga realisiert werden und der EHC spielte nach fünf Jahren erstmals wieder in einer Profiliga. Für die 2. Bundesliga wurde die Mannschaft punktuell verstärkt und konnte auf Anhieb den sechsten Platz erzielen. In den folgenden Play-offs kam es im Viertelfinale zum Aufeinandertreffen mit den Bietigheim Steelers, die in der Serie mit 3:2 nach fünf Spielen gewannen. Nach der Saison kam es im Kader zu einem Umbruch, bei dem unter anderem die in Fankreisen beliebten Arpad Györi und Karol Rusznyak den Verein verließen.
Mit einem siebten Platz nach der Doppelrunde etablierten sich die Grizzly Adams in der Spielzeit 2002/03 in der 2. Bundesliga. In den Play-offs kam abermals im Viertelfinale das vorzeitige Saisonende, als der SC Riessersee die Best-of-Five-Serie mit 3:0 Siegen gewinnen konnte. Zu Beginn der Saison 2003/04 wurden die Verteidiger Alexander Genze und Petr Bareš verpflichtet, die mit ihren Leistungen zu einem souveränen Sieg der Vorrunde beitrugen. Als ersten Gegner in den Play-offs schlugen die Wolfsburger die Schwenninger Wild Wings mit drei Siegen. Auch im Halbfinale konnte der SC Bietigheim-Bissingen nach fünf Begegnungen mit 3:2 Siegen bezwungen werden. Im Finale war der EV Landshut Gegner, gegen den der EHC mit 3:1 Siegen den bis dato größten Erfolg der Vereinsgeschichte realisierte und in die Deutsche Eishockey Liga aufstieg.
Anfangs wurden die Grizzlys als bester Aufsteiger aller Zeiten gelobt, doch in der zweiten Saisonhälfte verlor die Mannschaft den Anschluss an die Play-off-Plätze und stürzte auf den vorletzten Rang der Tabelle und somit in die Play-Downs. Der Wiederabstieg wurde durch einen Sieg in dieser Serie gegen die Kassel Huskies vermieden, allerdings war der EHC für diese Saison nur mit einer Sondergenehmigung ausgestattet, da der Bau einer nötigen, größeren Arena nicht fristgerecht abgeschlossen wurde. Auf der Gesellschafterversammlung der DEL am 28. Juni 2005 wurde dem Verein deshalb die Lizenz für die kommende Saison entzogen und die Kassel Huskies konnten am Grünen Tisch die Klasse halten. Die Grizzlys mussten nun abermals den Gang in die 2. Eishockey-Bundesliga antreten.
Trotz des Ziels, den unmittelbaren Wiederaufstieg zu erreichen, verlief die Saison 2005/06 für den Verein nicht nach den gewünschten Vorgaben. Die Mannschaft sicherte sich – nachdem Bob Leslie entlassen worden war und Toni Krinner als neuer Trainer dazu stieß – den achten und somit auch den letzten Play-off-Platz. Die Saison war für die Mannschaft bereits nach den ersten vier Play-off-Spielen gegen den REV Bremerhaven zu Ende. In der Sommerpause wurde der Eispalast DEL-tauglich ausgebaut.

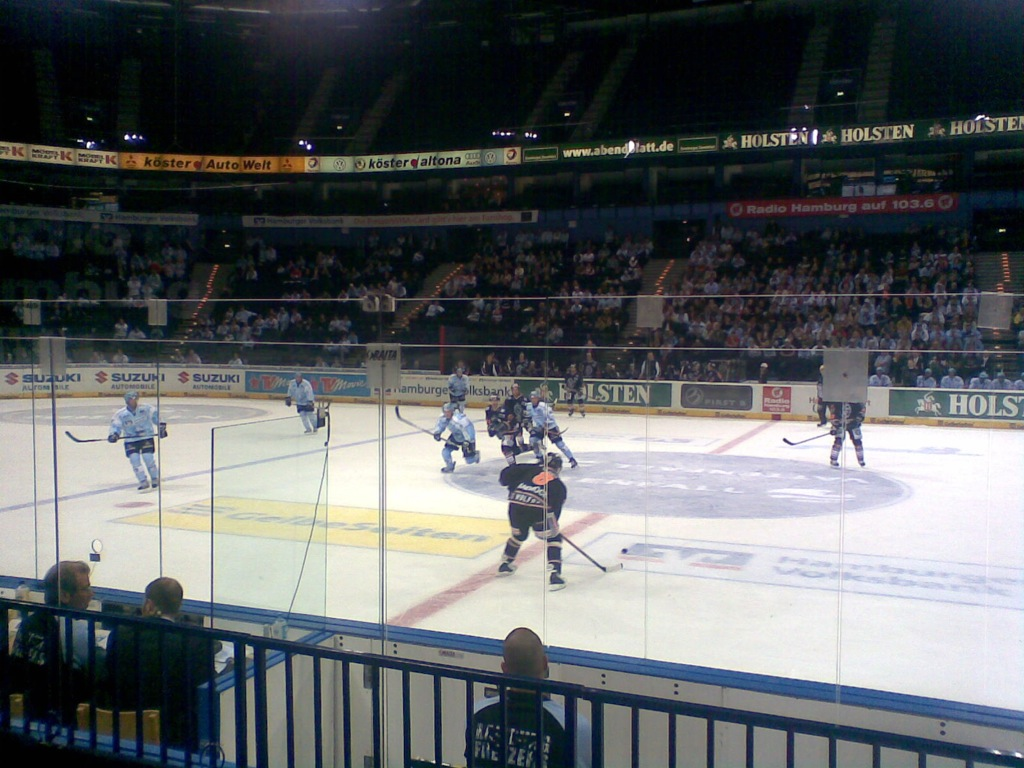
Pokalspiel zwischen den Grizzly Adams und den Hamburg Freezers 2007

Zu Beginn der Saison 2006/07 wurde am 13. September der umgebaute Eispalast eingeweiht und in EisArena umbenannt (2007–2013: Volksbank Brawo Eis Arena, seither: Eis Arena). Das erste Heimspiel der Saison fand am 17. September 2006 gegen den EV Landshut statt, welches mit 4:3 gewonnen wurde. Am Ende der Hauptrunde zogen die Grizzlys mit 107 Punkten als Zweiter in die Play-offs ein. Gegen die Moskitos Essen setzten sie sich im Viertelfinale in einer Best-of-Seven-Serie 4:0 durch, und im Halbfinale bezwangen sie den EV Landshut im Best-of-Five-Modus mit drei Siegen. Auch die Finalserie gegen die Kassel Huskies gewann die Mannschaft ohne Niederlage mit 3:0 und stieg damit am 17. April 2007 zum zweiten Mal in die Deutsche Eishockey Liga auf.

### Zeiten in der DEL (seit 2007)
| Saison  | Liga | Platz  | Play-offs     |
| ------- | ---- | ------ | ------------- |
| 2007/08 | DEL  | 13.    | –             |
| 2008/09 | DEL  | 7.     | Viertelfinale |
| 2009/10 | DEL  | 3.     | Halbfinale    |
| 2010/11 | DEL  | 1.     | Finale        |
| 2011/12 | DEL  | 3.     | Viertelfinale |
| 2012/13 | DEL  | 10.    | Halbfinale    |
| 2013/14 | DEL  | 6.     | Halbfinale    |
| 2014/15 | DEL  | 7.     | Halbfinale    |
| 2015/16 | DEL  | 4.     | Finale        |
| 2016/17 | DEL  | 5.     | Finale        |
| 2017/18 | DEL  | 7.     | Viertelfinale |
| 2018/19 | DEL  | 12.    | –             |
| 2019/20 | DEL  | 9.     | –             |
| 2020/21 | DEL  | 3. / N | Finale        |
| 2021/22 | DEL  | 3.     | Halbfinale    |
| 2022/23 | DEL  | 5.     | Halbfinale    |
| 2023/24 | DEL  | 3.     | Viertelfinale |
| 2024/25 | DEL  | 11.    | -             |

Die Saison 2007/08 schlossen die Grizzly Adams mit 55 Punkten als 13. ab und verpassten damit den Einzug in die Play-offs. Mit durchschnittlich 17,27 Strafminuten gewann das Team jedoch die WestLB Fair Play Trophy, eine Auszeichnung, die jährlich von der Deutschen Eishockey Liga und der WestLB an die fairste Mannschaft der DEL-Saison verliehen wird.
In der Saison 2008/09 konnten die Grizzly Adams mit dem Sieg des Deutschen Eishockey-Pokal ihren bislang größten Erfolg in der Vereinsgeschichte feiern. Nach einem siebten Platz nach der Vorrunde erreichte die Mannschaft die Pre-Play-offs und stand nach 3:1 Siegen gegen die Augsburger Panther im Viertelfinale der Deutschen Eishockey Liga. Dort trafen die Grizzlys auf die Hannover Scorpions, denen sie nach 2:4 Spielen unterlagen. Zudem konnte das Team wie schon im Vorjahr die WestLB Fair Play Trophy als fairste Mannschaft der Saison gewinnen.
Die Spielzeit 2009/10 schloss die Mannschaft nach der Vorrunde auf dem dritten Platz ab. In der anschließenden Play-off-Runde wurden im Viertelfinale die DEG Metro Stars mit 3:0 Siegen bezwungen, ehe die Wolfsburger die Halbfinalrunde gegen die Augsburger Panther mit 1:3 verloren. Darüber hinaus wurde die Mannschaft zum dritten Mal in Folge mit der WestLB Fair Play Trophy ausgezeichnet.
Die Spielzeit 2010/11 schloss die Mannschaft als Vorrundenerster ab. In der anschließenden Play-off-Runde wurden im Viertelfinale die Kölner Haie und im Halbfinale die Krefeld Pinguine jeweils ohne Spielverlust mit 3:0 geschlagen. Im Endspiel unterlagen die Wolfsburger dann aber ebenso glatt, wenn auch in den einzelnen Spielen ganz knapp, den Eisbären Berlin mit 0:3.
Die Saison 2011/12 endete für die Wolfsburger auf dem dritten Platz nach der Vorrunde. Hierbei erzielte die Mannschaft ligaweit die meisten Tore und hatte die beste Abwehr. Im Play-off-Viertelfinale schieden die Niedersachsen mit 0:4 in der best-of-seven-Serie gegen die Straubing Tigers überraschend aus.
In die Saison 2012/13 startete Wolfsburg mit viel Verletzungspech. Bereits vor der Saison verletzte sich Verteidiger und Nationalspieler Christoph Fischer so schwer, dass er die gesamte Spielzeit 2012/13 über kein einziges Spiel für die Grizzly Adams bestreiten konnte. Auch Verteidiger Armin Wurm stand anfangs wegen einer Verletzung nicht zur Verfügung und war erst zum 12. Spieltag wieder genesen. Zudem zog sich am vierten Spieltag Simon Danner eine Gehirnerschütterung zu und fiel, wie schon Fischer, den Rest der Saison aus. Ebenso verletzte sich kurz darauf mit Rainer Köttstorfer ein weiterer Verteidiger so schwer, dass er in der Saison nicht zurückkam. Schließlich fielen im ersten Drittel der Saison mit den Stürmer-Stars Tyler Haskins (7 Spiele) und Matt Dzieduszycki (15 Spiele) auch noch zwei weitere Leistungsträger in der Offensive wegen Gehirnerschütterungen aus. Dies passierte zu einem Zeitpunkt, wo sich andere DEL-Teams während des NHL Lockouts mit Spielern aus der NHL verstärkten. Die Verantwortlichen der Grizzly Adams schlossen zu diesem Zeitpunkt allerdings eine Verstärkung mit Lockout-Spielern wegen mangelnder Planungssicherheit aus. Die Folge aus all dem war der letzte Tabellenplatz im Oktober 2012. Um Weihnachten 2012 und mit der Jahreswende lichteten sich zum einen die Reihen der Verletzten teilweise, zum anderen wurden weitere Spieler verpflichtet. Dies bewirkte, dass sich die Grizzly Adams mit einer fulminanten Aufholjagd am letzten Spieltag der Hauptrunde den zehnten Tabellenplatz sichern konnten, der zur Teilnahme an den Pre-Play-offs berechtigte.
Hier besiegten die Wolfsburger die Nürnberg Ice Tigers, den Tabellensiebten der Hauptrunde, mit 2:1 in der best-of-three-Serie und zogen damit in das Play-off-Viertelfinale ein – zum ersten Mal überhaupt in der DEL-Geschichte hatte damit ein Tabellenzehnter den Einzug ins Viertelfinale geschafft. Im Viertelfinale wartete der Tabellenerste der Hauptrunde, die Adler Mannheim. Hier setzten sich die Wolfsburger nach Spielen mit 4:2 durch und standen damit im Halbfinale. Hier gewannen dann allerdings die Kölner Haie mit einem klaren 3:0-Sweep gegen die mittlerweile entkräfteten Grizzly Adams.
Die Saison 2013/14 begann für die Grizzly Adams sehr erfolgreich, so konnte man sich in Wolfsburg über den besten Start in eine DEL-Saison überhaupt freuen. Allerdings holte auch das Verletzungspech die Wolfsburger wieder ein, so verlor man früh in der Saison die wichtigen Angreifer Greg Moore und Matt Dzieduszycki für mehrere Monate, für letzteren bedeutete die Verletzung sogar das vorzeitige Saisonende. Der Ausfall von Greg Moore wurde durch die Nachverpflichtung von Brent Aubin kompensiert, kurz vor Weihnachten stieß auch noch Ramzi Abid zur Mannschaft, beide erhielten einen Vertrag bis Saisonende. Auch Historisches gelang den Wolfsburgern zu Saisonbeginn – so verlor man mit 1:8 beim Liga-Neuling Schwenninger Wild Wings und gewann wenige Wochen später zu Hause gegen den amtierenden Meister Eisbären Berlin mit 8:0, was den zweithöchsten Sieg in der Wolfsburger DEL-Geschichte bedeutete. Im Saisonverlauf gelang es der Mannschaft allerdings, konstanter zu agieren, sodass die sie den überwiegenden Teil der Saison in der Tabelle unter den besten sechs Teams lag. Die Hauptrunde wurde schließlich auf dem sechsten Tabellenplatz beendet. In den Playoffs um die deutsche Meisterschaft schalteten die Grizzly Adams zunächst die Thomas Sabo Ice Tigers durch einen 4:2-Seriensieg aus. Im Halbfinale unterlag man wie bereits im Vorjahr den Kölner Haien, die die Serie mit 4:1 für sich entscheiden konnten.
In der Saison 2014/15 erreichten die Grizzly Adams in der Hauptrunde den siebten Platz. In den Play-offs schalteten sie im Viertelfinale den EHC Red Bull München mit 4:0 Siegen aus, bevor sie im Halbfinale gegen Adler Mannheim mit demselben Ergebnis unterlagen.
Am 23. Juli 2015 gab die EHC Grizzly Adams Wolfsburg GmbH bekannt, sich künftig in Kurzform Grizzlys Wolfsburg zu nennen, auch das Logo wurde dementsprechend umgestaltet. In der folgenden Saison 2015/16 belegten sie in der Hauptrunde den vierten Platz. Zwischenzeitlich drohte wegen der VW-Abgasaffäre und somit Einsparungen im sportlichen Bereich ein Stopp der Finanzierung durch die Volkswagen AG, bevor für die kommende Saison ein reduziertes Sponsoring zugesagt wurde. In den Play-off-Spielen schlugen sie im Viertelfinale die Düsseldorfer EG mit 4:1 und im Halbfinale die Thomas Sabo Ice Tigers mit 4:2 Spielen, so dass sie zum zweiten Mal in ihrer Geschichte im DEL-Finale standen. Dort unterlagen sie dem EHC Red Bull München mit 0:4 Spielen. Somit gelang den Grizzlys in beiden DEL-Finalteilnahmen in sieben Spielen kein Sieg. Mit dem Finaleinzug war die Teilnahme an der Champions Hockey League in der Saison 2016/17 verbunden. Dort erreichte das Team die erste Play-off-Runde, in der die Grizzlys gegen die ZSC Lions ausschieden.
In der Saison 2016/17 erreichten sie nach der Hauptrunde Platz 5. Nach Play-off-Siegen gegen die Kölner Haie und – wie im Vorjahr – mit 4:2 Siegen gegen die Thomas Sabo Ice Tigers, so dass sie erneut im Finale gegen den EHC Red Bull München standen, das sie mit 1:4 Siegen verloren. Abermals qualifizierten sie sich für die Champions Hockey League, in der sie in der ersten Runde nach zwei Siegen und vier Niederlagen ausschieden. Das Spieljahr 2017/18 wurde das letzte unter der Leitung von Trainer Pavel Gross, dessen Wechsel nach Mannheim (von der Saison 2018/19 an) im Januar 2018 bekannt wurde. Gross führte die Wolfsburger in seinem letzten Amtsjahr ins Viertelfinale der Meisterrunde, dort folgte mit 1:4 Siegen das Ausscheiden gegen die Eisbären Berlin.

## Mannschaft

### Kader der Saison 2024/25
Stand: 26. Juni 2025
| Nr. | Nat.               | Spieler              | Pos. | Geburtsdatum       | im Team seit | Geburtsort                                   |
| --- | ------------------ | -------------------- | ---- | ------------------ | ------------ | -------------------------------------------- |
| 1   | Deutschland        | Dustin Strahlmeier   | G    | 17. Mai 1992       | 2020         | Gelsenkirchen, Deutschland                   |
| 67  | Deutschland        | Hannibal Weitzmann   | G    | 25. September 1995 | 2023         | Berlin, Deutschland                          |
| 92  | Deutschland        | Leo Hafenrichter     | D    | 29. Juli 2004      | 2025         | Nürnberg, Deutschland                        |
| 5   | Deutschland        | Björn Krupp          | D    | 6. März 1991       | 2021         | Buffalo, New York, USA                       |
| 28  | Deutschland        | Jimmy Martinovic     | D    | 24. Februar 2002   | 2023         | Füssen, Deutschland                          |
| 44  | Kanada             | Julian Melchiori     | D    | 6. Dezember 1991   | 2024         | Richmond Hill, Ontario, Kanada               |
| 24  | Deutschland        | Janik Möser          | D    | 26. September 1995 | 2020         | Mannheim, Deutschland                        |
| 95  | Deutschland        | Fabio Pfohl          | D    | 8. Oktober 1995    | 2018         | Waldkraiburg, Deutschland                    |
| 4   | Vereinigte Staaten | Keaton Thompson      | D    | 14. September 1995 | 2025         | Devils Lake, North Dakota, USA               |
| 89  |                    | Matt Choupani        | C    | 2. Januar 2002     | 2025         | Montréal, Québec, Kanada                     |
| 40  | Deutschland        | Julian Chrobot       | F    | 7. März 2001       | 2023         | Augsburg, Deutschland                        |
| 13  | Deutschland        | Lucas Dumont         | F    | 8. Juni 1997       | 2022         | Leonberg, Deutschland                        |
| 71  | Kanada             | Justin Feser         | C    | 29. Juli 1992      | 2023         | Red Deer, Alberta, Kanada                    |
| 58  | Kanada             | Tyler Gaudet         | C    | 4. April 1993      | 2025         | Hamilton, Ontario, Kanada                    |
| 15  | Kanada             | Jacob Hayhurst       | C    | 20. Januar 1997    | 2025         | Mississauga, Ontario, Kanada                 |
| 7   |                    | Jimmy Lambert        | RW   | 9. Februar 1997    | 2025         | Newcastle upon Tyne, England, Großbritannien |
| 93  | Kanada             | Spencer Machacek – C | RW   | 14. Oktober 1988   | 2018         | Lethbridge, Alberta, Kanada                  |
| 74  | Deutschland        | Til Raab             | F    | 9. September 2006  | 2025         | Mannheim, Deutschland                        |
| 50  |                    | Julius Ramoser       | F    | 6. Februar 2002    | 2024         | Bozen, Italien                               |
| 91  | Deutschland        | Timo Ruckdäschel     | F    | 1. April 2005      | 2023         | Kösching, Deutschland                        |
| 22  |                    | Robin Veber          | RW   | 29. November 2003  | 2024         | Wolfsburg, Deutschland                       |
| 97  | Vereinigte Staaten | Matt White           | W    | 23. August 1989    | 2023         | Whittier, Kalifornien, USA                   |
| 52  | Deutschland        | Sven Ziegler         | RW   | 31. Juli 1994      | 2025         | Nürnberg, Deutschland                        |

Trainerstab
| Tätigkeit |             | Name            | Geburtsdatum    | Im Team seit | Geburtsort                                |
| --------- | ----------- | --------------- | --------------- | ------------ | ----------------------------------------- |
| Trainer   | Kanada      | Michael Stewart | 30. Mai 1972 in | 2021         | Calgary, Alberta                          |
| Assistent | Deutschland | Heiko Vogler    | 25. Januar 1984 | 2025         | Heilbronn, Baden-Württemberg, Deutschland |

### Bedeutende frühere Mannschaften

#### Meister 2. Bundesliga und DEL-Aufstieg 2006/07

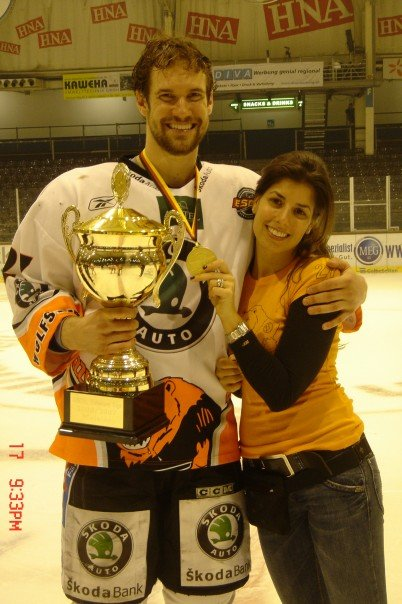
Michael Henrich nach dem Gewinn der Meisterschaft in der 2. Bundesliga

| Position      | Name |
| Tor:          | Chris Rogles, Jan Münster, Sandro Agricola, Kevin McGibney, Seamus Kotyk |
| Verteidigung: | Alexander Genze, Thomas Gödtel, David Danner, Lars Brüggemann, Mike Pudlick, Tim Schneider, Jesse Fibiger, Elvis Bešlagič, Michael Schutte, Stephan Wilhelm |
| Sturm:        | Maximilian Seyller, Timothy Regan, Todd Simon, Christoph Wietfeldt, André Reiss, Preston Callander, Mark Kosick, Michael Henrich, Jan Žůrek, Mattias Wikström, Rainer Suchan, Sven Breiter, Eric Dylla, Josef Kottmair, Herbert Geisberger, Markus Guggemos, Andrej Kaufmann |
| Trainer:      | Toni Krinner |

#### Pokalsieger 2009
| Position      | Name |
| Tor:          | Oliver Jonas, Etienne Renkewitz, Daniar Dshunussow |
| Verteidigung: | Alexander Genze, Marvin Degon, Jan-Axel Alavaara, Arvīds Reķis, David Danner, Markus Gleich, Matt Kinch, Dirk Wrobel, Alexander Dotzler, Petr Macholda, Fredrik Svensson                                              |
| Sturm:        | Tim Regan, Kai Hospelt, Gregg Johnson, Norm Milley, Sebastian Furchner, Ken Magowan, Christoph Höhenleitner, Jan Žůrek, Jason Ulmer, Mike Green, Damian Martin, Florian Vollmer, Justin Papineau, Andreas Morczinietz |
| Trainer:      | Toni Krinner, Pavel Gross |

## Spieler

### Mitglieder der Hockey Hall of Fame Deutschland
In die „Hall of Fame“ des deutschen Eishockeymuseums werden Persönlichkeiten aufgenommen, die sich um den Eishockeysport in Deutschland verdient gemacht haben. Von den aufgenommenen Akteuren wirkten in Wolfsburg:
(Teamzugehörigkeit und Position in Klammern)
- Peter John Lee
(1995/96, Stürmer)
Der Kanadier stand während der Saison 1995/96 in 16 Partien für die Wolfsburger auf dem Eis und erzielte hierbei insgesamt 25 Scorerpunkte.
- Bill Lochead
(1988/89, Trainer)
Der ehemalige NHL-Veteran trainierte den ESC Wolfsburg zwischen 1988 und 1989 in der 2. Bundesliga und erreichte den vierten Tabellenplatz.

### Vereinsinterne Rekorde
Stand: Saison 2014/15
| Spiele |                     |        |
| Platz  | Spieler             | Spiele |
| 1.     | Jan Žůrek           | 449    |
| 2.     | Sebastian Furchner  | 403    |
| 3.     | Norm Milley         | 402    |
| 4.     | Christoph Wietfeldt | 347    |
| 5.     | Roman Veber         | 283    |

| Top-Scorer |               |        |
| Platz      | Name          | Punkte |
| 1.         | Mark Kosturik | 861    |
| 2.         | John Markell  | 658    |
| 3.         | Jan Žůrek     | 453    |
| 4.         | Norm Milley   | 370    |
| 5.         | László Csata  | 278    |

| Strafminuten |                     |     |
| Platz        | Name                | PIM |
| 1.           | John Markell        | 505 |
| 2.           | Todd Simon          | 447 |
| 3.           | Christoph Wietfeldt | 433 |
| 4.           | Roman Veber         | 349 |
| 5.           | László Csata        | 315 |

### Bekannte ehemalige Spieler

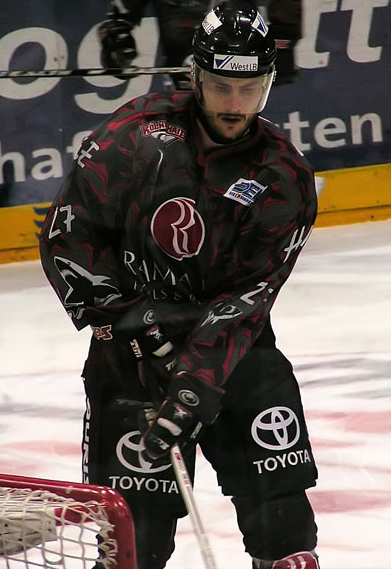
Ivan Čiernik

(Teamzugehörigkeit und Position in Klammern)
- Ivan Čiernik
Stürmer (2004/05)
Čiernik spielte nur eine Saison in Wolfsburg, war allerdings durch seine Scorerpunkte Garant für den Verbleib in der Liga und Publikumsliebling. Anschließend wechselte er zu den Kölner Haien, wo er mehrmals der teamintern beste Scorer war.
- Marc Seliger
Torwart (2004/05)
Der ehemalige Torwart der Nationalmannschaft spielte seine letzte aktive Saison bei den Grizzlys, bevor er aufgrund Verletzungsprobleme seine Karriere beenden musste.
- Ty Conklin
Torwart (2004/05)
Da die NHL-Saison 2004/05 wegen des Lockout ausfiel, unterschrieb Conklin im Januar 2005 einen Vertrag bei den Grizzly Adams Wolfsburg. Dort absolvierte er elf Spiele.
- Mark Kosturik
Stürmer (1987–1989; 1990–1992)
Der Stürmer spielte vier Spielzeiten für den ESC Wolfsburg und wurde aufgrund seiner Leistungen für die deutsche Nationalmannschaft berufen.
- Petr Klíma
Stürmer (1994/95)
Der ehemalige NHL-Veteran spielte während des NHL-Lockouts 1994/95 zwölf Partien für die Wolfsburger und konnte dabei 38 Scorerpunkte verzeichnen.
- Chris Rogles
Torwart (2005–2007)
Rogles war einer der Garanten für den Aufstieg in die DEL im Jahr 2007. Der US-Amerikaner wurde im Jahr 1999 zum besten Torhüter der höchsten deutschen Eishockey-Liga ausgezeichnet.
- Kevin McGibney
Torwart (1995/96; 1998–2006)
Bis zum Einsatz Karel Langs bei den Füchsen Duisburg im Spiel gegen die Straubing Tigers am 2. März 2007 war McGibney der älteste Spieler, der je in der DEL gespielt hat. Damals war er 45 Jahre alt.
- John Markell
Stürmer (1987–1992)
Markell stürmte insgesamt vier Saisons in der NHL und kam 1987 zum ESC Wolfsburg. Dort gehörte er zu den Leistungsträgern des Teams, was sich in 511 Scorerpunkten in 194 Spielen niederschlug.

### Teilnahmen von Spielern am All-Star-Game
Einige Spieler der Grizzly Adams Wolfsburg wurden während ihrer Teamzugehörigkeit für das DEL All-Star-Game nominiert. Dies war ein Freundschaftsspiel, welches von 1998 bis 2009 jährlich stattfand und in dem die herausragendsten Spieler der Deutschen Eishockey Liga gegeneinander antraten.
| Teilnahmen am All-Star-Game während der Teamzugehörigkeit |          |                   |            |                   |
| Name                                                      | Position | Teamzugehörigkeit | Teilnahmen | Team              |
| Ladislav Karabín                                          | Stürmer  | 2004/05           | 2005       | DEL All-Star Team |
| Ivan Čiernik                                              | Stürmer  | 2004/05           | 2005       | DEL All-Star Team |
| Jason Ulmer                                               | Stürmer  | 2007–2011         | 2008, 2009 | Team Nordamerika  |
| Justin Papineau                                           | Stürmer  | 2008–2009         | 2009       | Team Nordamerika  |

## Trainer
| Zeitraum            | Trainer                |
| ------------------- | ---------------------- |
| 1987–1988           | Charlie Weise          |
| 1988–1989           | Bill Lochead           |
| 1989–1991           | Robert Murray          |
| 1991–1992           | Jorma Siitarinen       |
| 1992                | John Markell           |
| 1994–1997           | Nikolai Besproswannych |
| 1997–1998           | Dušan Slanina          |
| 1998–März 2005      | Stefan Mikes           |
| 2005–Jan. 2006      | Bob Leslie             |
| Jan. 2006–2010      | Toni Krinner           |
| Aug. 2010–Apr. 2018 | Pavel Gross            |
| 2018–Okt. 2018      | Pekka Tirkkonen        |
| Okt. 2018–März 2019 | Hans Kossmann          |
| 2019–2021           | Pat Cortina            |
| seit 2021           | Michael Stewart        |

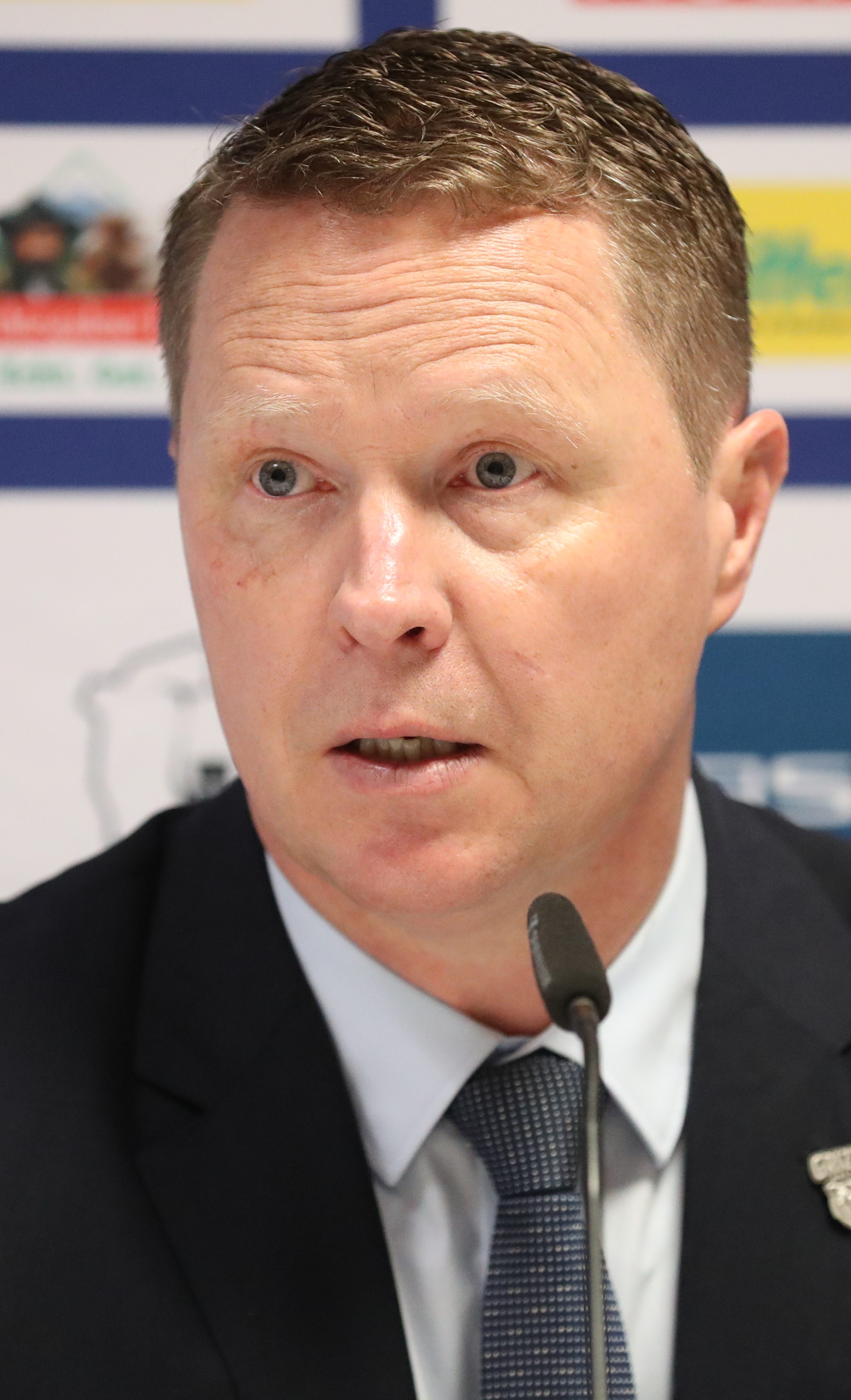
Michael Stewart

Als erster Trainer der Zweitbundesligamannschaft 1987 stand Charlie Weise hinter der Bande des ESC Wolfsburg. Dieser wurde nach der Saison durch den ehemaligen NHL-Veteran Bill Lochead ersetzt. In seiner Debüt-Saison als Trainer konnte der Kanadier mit der Mannschaft einen vierten Platz erreichen, kehrte nach der Saison allerdings wieder in sein Heimatland zurück. An seiner Stelle wurde mit Robert Murray ein Spielleiter verpflichtet, der aufgrund jahrelanger Einsätze in deutschen Eishockeyligen die Erfahrung mitbrachte, den ESC erfolgreich zu trainieren. Unter ihm konnte die Mannschaft in die Qualifikationsrunde zur Bundesliga 1990/91 einziehen, dieser Erfolg wurde jedoch eine Saison später nicht wiederholt und Murray verließ die VW-Städter nach einem siebten Platz nach der Vorrunde in der Spielzeit 1990/91. Als Nachfolger wurde Jorma Siitarinen verpflichtet, welcher mangels Erfolg während der Saison durch John Markell als Spielertrainer ersetzt wurde.
Nach dem Konkurs des ESC und der Neugründung als EC Wolfsburg nahm der Russe Nikolai Besproswannych zur Saison 1994/95 das Traineramt ein und baute den finanziell angeschlagenen Verein wieder auf. Insgesamt stand er drei Spielzeiten hinter der Bande und wurde 1997 durch Dušan Slanina ersetzt.
Nach der Neugründung nahm der EHC Wolfsburg in der Saison 1998/99 wieder am Spielbetrieb des Deutschen Eishockey-Bundes teil. Als erster Trainer wurde hierbei Stefan Mikes verpflichtet, der unter anderem den Aufstieg in die 2. Bundesliga 2000/01 sowie die dauerhafte Playoff-Teilnahme mit dem Verein erreichte. Als größten Erfolg konnte Mikes den Aufstieg mit seinem Team in die DEL zur Saison 2004/05 feiern. Nach dem Aufstieg musste er allerdings im März 2005 seinen Hut nehmen und Bob Leslie Platz machen, der fortan hinter der Bande stand. Jedoch stellten sich unter dem neuen Coach keine Erfolge ein und somit musste dieser inmitten der Saison seinen Posten an Toni Krinner übergeben, welcher bis April 2010 als Übungsleiter fungierte. Der seit 2008 als Co-Trainer beim EHC beschäftigte Pavel Gross übernahm im August 2010 das Traineramt und führte das Team in seiner ersten Saison in das Finale der Play-offs. Nach Gross’ Bekanntgabe seines Wechsel nach Mannheim wurde Pekka Tirkkonen im Februar 2018 als neuer Trainer der Grizzlys Wolfsburg präsentiert. Am 22. Oktober 2018 trennte man sich nach 13 Spielen mit nur neun Punkten von Tirkkonen. Einen Tag später wurde Hans Kossmann als neuer Trainer bekannt gegeben. Nach dem Ende der Hauptrunde, welche die Grizzlys auf dem zwölften Tabellenplatz beendeten, wurde sein Vertrag nicht verlängert. Pat Cortina übernahm die Mannschaft zur Saison 2019/20 als Cheftrainer. Seit 2021 trainiert Michael Steward die Grizzlys.

## Stammverein
Der Stammverein – der EHC Grizzly Adams Wolfsburg 1992 e. V. – hat für den Eishockeysport eine regionale Bedeutung über die Grenzen Wolfsburgs hinaus für die umliegenden Städte Braunschweig, Gifhorn und Helmstedt und ist verantwortlich für die Nachwuchsarbeit des Clubs, welche junge Spieler für den Einsatz in der Herrenmannschaft ausbildet und unter dem Beinamen Young Grizzlys alle Nachwuchsmannschaften vereint.
Daneben spielen noch Mannschaften in den Altersklassen U7-Bambini, U9-Kleinstschüler, U11-Kleinschüler, U13-Knaben und U15-Schüler in den jeweils höchsten Ligen des Niedersächsischen Eissport-Verbandes (mit Mannschaften aus Niedersachsen, Bremen, Hamburg, Schleswig-Holstein sowie Mecklenburg-Vorpommern) und haben dort viele Meisterschaften gewonnen.
Überregional spielt die U17-Jugend in der höchsten deutschen Spielklasse, der U17-Meisterschaft Division I Nord, und die U20-Junioren in der drittklassigen U20 DNL Division III Nord.
Als Vorstufe zum Mannschaftsbetrieb unterhält der Verein noch die EHC Eishockeyschule für Kinder von vier bis zehn Jahren für Einsteiger ohne Vorkenntnisse.

## Förderlizenzen
Die EHC Wolfsburg Grizzly Adams GmbH unterhält zu einigen Vereinen Partnerschaften im Rahmen des Förderlizenzprogramms. Hier werden junge Spieler verliehen, um Spielpraxis zu sammeln. Zur Saison 2013/14 kooperieren die Wolfsburger mit den Eispiraten Crimmitschau (DEL 2), den Icefighters Leipzig (Oberliga) und den Hannover Scorpions (Oberliga).

## Spielstätten

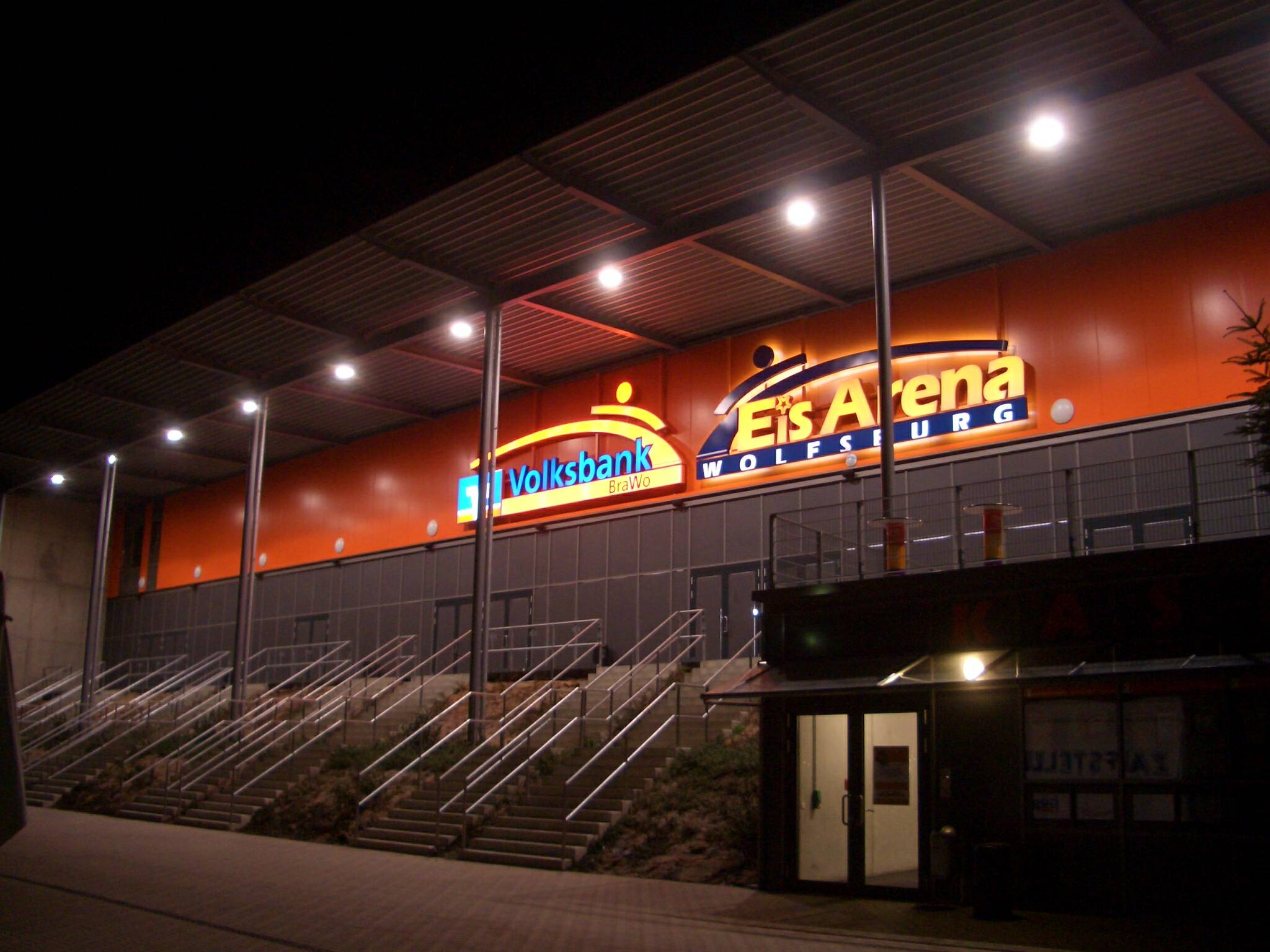
Die EisArena Wolfsburg

Die Eis Arena Wolfsburg ist seit der Saison 2006/07 die Heimspielstätte der Grizzlys und der Nachwuchsmannschaften und besitzt eine Gesamtkapazität von 4.500 Plätzen, von denen rund 3.000 Sitzplätze zur Verfügung stehen. Des Weiteren verfügt die Halle über einen 300 m² großen VIP-Bereich, der nochmals Platz für 300 Zuschauer bietet.
Am 23. November 2005 beschloss der Wolfsburger Stadtrat den Umbau der im Jahre 1983 eröffneten Wolfsburger Eissporthalle Eispalast zur kommenden Spielzeit. Am 1. September 2006 wurde die neue Arena fertiggestellt.
| Zuschauerstatistik |            |           |                     |
| Saison             | Heimspiele | Zuschauer | Zuschauer pro Spiel |
| 2014/15            | 32         | 80.964    | 2.530               |
| 2013/14            | 31         | 81.793    | 2.638               |
| 2012/13            | 31         | 78.862    | 2.544               |
| 2011/12            | 28         | 70.086    | 2.503               |
| 2010/11            | 32         | 87.805    | 2.744               |
| 2009/10            | 32         | 80.979    | 2.531               |
| 2008/09            | 31         | 73.352    | 2.366               |
| 2007/08            | 28         | 65.415    | 2.336               |

(Angegeben ist die Gesamtauslastung der ganzen Saison.)

## Vereinskultur

### Fans und Rivalitäten
Die Fans der Grizzlys sind in vier Fanclubs organisiert, denen ein Fanrat übergeordnet ist. Dieser setzt sich für die Belange der Fanclubs ein, dient als „Sprachrohr“ zwischen Fans und Verein und organisiert Auswärtsfahrten. Aufgrund der regionalen Nähe zu den Hannover Scorpions und den Kassel Huskies erzeugten Spiele gegen diese Mannschaften eine besondere Brisanz. Seit der Saison 2016/17 gibt es das Nordduell mit den Fischtown Pinguins Bremerhaven.
Es bestehen Fanfreundschaften zum Förderlizenzpartner Eispiraten Crimmitschau, zu den Hannover Indians sowie zu den Eisbären Berlin (Bärenbrüder).

### Maskottchen
Als Maskottchen dient seit 2008 „Ben“, ein Grizzlybär, der vor dem Spiel mit seiner Präsenz auf dem Eis die Zuschauer auf das Spiel einstimmen möchte. Darüber hinaus nimmt er die Rolle als Werbeträger und Merchandisingfigur für den Verein ein.

### Patenschaft
Der Braunbär Goliath aus Worbis in Thüringen ist seit dem 25. Oktober 2004 Patentier der gesamten Eishockey-Mannschaft. Vertreter der damaligen Grizzly Adams besuchten ihren Patenbären und seine Artgenossen im Bärenpark und besiegelten die Patenschaft.